# Campeonato da Europa de Atletismo de 2018 - 400 m com barreiras masculino
A prova dos 400 metros com barreiras masculino do Campeonato da Europa de Atletismo de 2018 foi disputada entre os dias 6 e 9 de agosto de 2018 no Estádio Olímpico de Berlim em Berlim,  na Alemanha. 

## Recordes
Antes desta competição, os recordes mundiais e do campeonato nesta prova eram os seguintes:
|                       | Nome             | Nacionalidade      | Tempo | Local     | Data                  |
| --------------------- | ---------------- | ------------------ | ----- | --------- | --------------------- |
| Recorde mundial       | Kevin Young      | Estados Unidos     | 46s78 | Barcelona | 6 de agosto de 1992   |
| Recorde do campeonato | Harald Schmid    | Alemanha Ocidental | 47s48 | Atenas    | 8 de setembro de 1982 |
| Recorde europeu       | Stéphane Diagana | França             | 47s37 | Lausana   | 5 de julho de 1995    |

## Medalhistas
| Ouro                  | Prata                 | Bronze            |
| Karsten Warholm (NOR) | Yasmani Copello (TUR) | Thomas Barr (IRL) |

## Cronograma
Todos os horários são locais (UTC+2).
| Data        | Hora  | Evento    |
| ----------- | ----- | --------- |
| 6 de agosto | 17:05 | Bateria   |
| 7 de agosto | 19:45 | Semifinal |
| 9 de agosto | 20:15 | Final     |

## Resultados

### Bateria
Qualificação: 2 atletas de cada bateria  (Q) mais os 5 melhores qualificados (q). 
| Posição | Bateria | Raia | Atleta                         | Nacionalidade               | Tempo | Notas                |
| ------- | ------- | ---- | ------------------------------ | --------------------------- | ----- | -------------------- |
| 1       | 3       | 6    | Victor Coroller                | França                      | 50.10 | Q                    |
| 2       | 4       | 8    | Denys Nechyporenko             | Ucrânia                     | 50.26 | Q,                   |
| 3       | 4       | 7    | Tibor Koroknai                 | Hungria                     | 50.34 | Q                    |
| 4       | 3       | 4    | Alain-Hervé Mfomkpa            | Suíça                       | 50.34 | Q                    |
| 5       | 1       | 8    | Maksims Sinčukovs              | Letônia                     | 50.39 | Q,                   |
| 6       | 3       | 5    | Emir Bekrić                    | Sérvia                      | 50.46 | q,                   |
| 7       | 1       | 5    | Jaak-Heinrich Jagor            | Estónia                     | 50.47 | Q                    |
| 8       | 2       | 7    | Muhammad Abdallah Kounta       | França                      | 50.60 | Q                    |
| 9       | 3       | 7    | Máté Koroknai                  | Hungria                     | 50.70 | q                    |
| 10      | 1       | 6    | Aleksandr Skorobogatko         | Atletas Neutros Autorizados | 50.74 | q                    |
| 11      | 3       | 3    | Michal Brož                    | Chéquia                     | 50.74 | q                    |
| 12      | 2       | 4    | Martin Kučera                  | Eslováquia                  | 50.75 | Q                    |
| 13      | 4       | 4    | José Reynaldo Bencosme de Leon | Itália                      | 50.80 | q                    |
| 14      | 1       | 3    | Dany Brand                     | Suíça                       | 50.82 | Recorde da temporada |
| 15      | 1       | 7    | Nick Smidt                     | Países Baixos               | 50.96 |                      |
| 16      | 4       | 6    | Vít Müller                     | Chéquia                     | 51.00 |                      |
| 17      | 2       | 8    | Danylo Danylenko               | Ucrânia                     | 51.02 |                      |
| 18      | 2       | 5    | Jakub Mordyl                   | Polónia                     | 51.15 |                      |
| 19      | 4       | 5    | Isak Andersson                 | Suécia                      | 51.18 |                      |
| 20      | 2       | 3    | Sebastian Rodger               | Grã-Bretanha                | 51.30 |                      |
| 21      | 1       | 4    | Martin Tuček                   | Chéquia                     | 51.63 |                      |
| 22      | 2       | 6    | Aleix Porras                   | Espanha                     | 51.69 |                      |
| 23      | 3       | 2    | Diogo Mestre                   | Portugal                    | 52.65 |                      |
| 24      | 4       | 3    | Hrvoje Čukman                  | Croácia                     | 52.93 |                      |
| 25      | 3       | 8    | Andrea Ercolani Volta          | San Marino                  | 53.86 |                      |
| 26      | 1       | 2    | Dai Greene                     | Grã-Bretanha                | DNS   |                      |

### Semifinal
Qualificação: 2 atletas de cada bateria  (Q) mais os  2 melhores qualificados (q). 
| Posição | Bateria | Raia | Atleta                         | Nacionalidade               | Tempo | Notas                |
| ------- | ------- | ---- | ------------------------------ | --------------------------- | ----- | -------------------- |
| 1       | 1       | 6    | Karsten Warholm*               | Noruega                     | 48.67 | Q                    |
| 2       | 1       | 4    | Patryk Dobek*                  | Polónia                     | 48.75 | Q,                   |
| 3       | 2       | 6    | Rasmus Mägi*                   | Estónia                     | 48.80 | Q,                   |
| 4       | 3       | 6    | Yasmani Copello*               | Turquia                     | 48.88 | Q                    |
| 5       | 2       | 4    | Ludvy Vaillant*                | França                      | 48.88 | Q                    |
| 6       | 2       | 3    | Timofey Chalyy*                | Atletas Neutros Autorizados | 48.89 | q,                   |
| 7       | 3       | 5    | Thomas Barr*                   | Irlanda                     | 49.10 | Q                    |
| 8       | 2       | 5    | Sergio Fernández*              | Espanha                     | 49.19 | q,                   |
| 9       | 1       | 3    | Luke Campbell*                 | Alemanha                    | 49.20 |                      |
| 10      | 2       | 7    | Tibor Koroknai                 | Hungria                     | 49.24 | Recorde pessoal      |
| 11      | 1       | 5    | Victor Coroller                | França                      | 49.34 | Recorde da temporada |
| 12      | 3       | 3    | Lorenzo Vergani*               | Itália                      | 49.41 |                      |
| 13      | 3       | 8    | Muhammad Abdallah Kounta       | França                      | 49.58 |                      |
| 14      | 3       | 2    | Máté Koroknai                  | Hungria                     | 49.77 | Recorde pessoal      |
| 15      | 3       | 4    | Jack Green*                    | Grã-Bretanha                | 49.84 |                      |
| 16      | 1       | 7    | José Reynaldo Bencosme de Leon | Itália                      | 49.86 |                      |
| 17      | 3       | 1    | Denys Nechyporenko             | Ucrânia                     | 50.27 |                      |
| 18      | 2       | 1    | Martin Kučera                  | Eslováquia                  | 50.30 | Recorde da temporada |
| 19      | 1       | 2    | Michal Brož                    | Chéquia                     | 50.31 |                      |
| 20      | 2       | 2    | Maksims Sinčukovs              | Letônia                     | 50.33 | NJ23R                |
| 21      | 1       | 8    | Jaak-Heinrich Jagor            | Estónia                     | 50.41 |                      |
| 22      | 2       | 8    | Alain-Hervé Mfomkpa            | Suíça                       | 50.71 |                      |
| 23      | 1       | 1    | Emir Bekrić                    | Sérvia                      | 50.96 |                      |
| 24      | 3       | 7    | Aleksandr Skorobogatko         | Atletas Neutros Autorizados | DNF   |                      |

* Atletas que entraram diretamente na semifinal. 

### Final
| Posição           | Raia | Atleta           | Nacionalidade               | Tempo | Notas                |
| ----------------- | ---- | ---------------- | --------------------------- | ----- | -------------------- |
| Medalha de ouro   | 6    | Karsten Warholm  | Noruega                     | 47.64 | EJ23R, EL,           |
| Medalha de prata  | 4    | Yasmani Copello  | Turquia                     | 47.81 | Recorde nacional     |
| Medalha de bronze | 8    | Thomas Barr      | Irlanda                     | 48.31 | Recorde da temporada |
| 4                 | 7    | Ludvy Vaillant   | França                      | 48.42 | Recorde pessoal      |
| 5                 | 3    | Patryk Dobek     | Polónia                     | 48.59 | Recorde da temporada |
| 6                 | 5    | Rasmus Mägi      | Estónia                     | 48.75 | Recorde da temporada |
| 7                 | 2    | Sergio Fernández | Espanha                     | 48.98 | Recorde da temporada |
| 8                 | 1    | Timofey Chalyy   | Atletas Neutros Autorizados | 49.41 |                      |

Legenda
| Recorde mundial       | Recorde mundial (World record)               |                       | Recorde africano                      | Recorde africano (African) |                                           | Q | Classificado por posição (Qualified) |
| Recorde do campeonato | Recorde do campeonato (Championship record)  | Recorde da América    | Recorde da América (Americas)         | q                          | Classificado por melhor tempo (Qualified) |   |                                      |
| Melhor marca do ano   | Melhor marca do ano (World leading)          | Recorde asiático      | Recorde asiático (Asian)              | DNS                        | Não largou (Did not start)                |   |                                      |
| Recorde nacional      | Recorde nacional (National record)           | Recorde europeu       | Recorde europeu (European)            | DNF                        | Não terminou (Did not finish)             |   |                                      |
| Recorde pessoal       | Recorde pessoal do atleta (Personal best)    | Recorde da Oceania    | Recorde da Oceania (Oceania)          | DSQ / DQ                   | Desclassificado (Disqualified)            |   |                                      |
| Recorde da temporada  | Recorde da temporada do atleta (Season best) | Recorde sul-americano | Recorde sul-americano (South America) | NM                         | Sem marca (No mark)                       |   |                                      |